# Klížska Nemá
Klížska Nemá (maďarsky Kolozsnéma) je obec na jihozápadě Slovenska v okrese Komárno v Nitranském kraji. Žije v ní 449 obyvatel. Při sčítání lidu v roce 2011 se z 520 obyvatel přihlásilo k maďarské národnosti 482.

## Historie
Klížska Nemá je poprvé písemně zmiňována v roce 1226 (podle jiných zdrojů v roce 1268) jako Nema, v majetku komárenského hradu. Další historické názvy jsou Vrnepeniewma (1396), Kolosnema (1460) a Kollos-Néma (1773). Ve středověku byla část obce ve vlastnictví opatství Pannonhalma. Ves byla v době tureckých válek zničena. V roce 1715 zde byly dva mlýny a čtyřicet domácností, které nacházely obživu v rybářství a košíkářství.
Do přelomu let 1918/1919 patřila obec spadající do Komárňanské župy (Komárom vármegye) k Uhersku a poté k Československu, respektive Slovensku. Na základě První vídeňská arbitráže byla v letech 1938 až 1945 součástí Maďarska.

## Přírodní poměry
Obec leží v Podunajské nížině, v jihovýchodní části Žitného ostrova. Dunaj, který jižně od obce tvoří slovensko-maďarskou státní hranici, teče za ochrannou hrází. Centrum vesnice leží v nadmořské výšce 115 metrů. Od Veľkého Medera je vzdáleno osmnáct kilometrů a třicet kilometrů od Komárna. Do katastrálního území obce zasahuje část přírodní rezervace Dunajské trstiny.
Sousedními obcemi jsou Trávnik na západě a severu, Veľké Kosihy na severovýchodě a východě, maďarské obce Nagyszentjános na jihovýchodě a Gönyű na jihu.

## Pamětihodnosti
- Kalvínský kostel z roku 1794, který vznikl přestavbou románské rotundy z 12. století[3]
- Římskokatolický kostel Svatých andělů strážců z roku 1884

## Rodáci
- Karel Pecka (1928–1997), český spisovatel, politický vězeň a disident
- Rezső Szabó (1929–2018), slovenský a československý politik maďarské národnosti